# Symfonie nr. 8 (Atterberg)
Kurt Atterberg voltooide zijn Symfonie nr. 8 in 1945.
Atterberg schreef het werk voor een wat kleiner orkest dan normaal (zie onder). Hij vond niet nodig dat er meer stemmen in kwamen. De symfonie is gebaseerd op een aantal Zweedse volksliedjes. Dat schiep vertrouwen bij Atterberg, wiens Zevende symfonie niet goed werd ontvangen. Atterberg had zoveel plezier in het componeren in nummer 8 dat hij zichzelf moest inhouden om het niet snel af te raffelen, waardoor de symfonische structuur zou vervallen tot een rapsodie. Dat het resultaat er mocht wezen, vernam hij na de eerste uitvoering op 8 februari 1945, die in Helsinki plaatsvond op een avond met Zweedse muziek. Hij kreeg de complimenten van Jean Sibelius. Atterberg gebruikte onder meer het Kavalierslied, Jag vill val hos dig gösta en Vara vem det vara vill.
Atterberg smeedde de volkswijsjes tot een vierdelige symfonie: 
1. Largo - allegro
2. Adagio
3. Molto vivo
4. Con moto

Hij schreef het voor:
- 2 dwarsfluiten (II ook piccolo), 2 hobo's (II ook althobo), 2 klarinetten, 2 fagotten
- 2 hoorns, 2 trompetten, 3 trombones
- pauken
- violen, altviolen, celli, contrabassen

## Discografie
- Uitgave Sterling: Malmö Symfoniorkester o.l.v. Michail Jurowski, opname 1998
- Uitgave cpo: SWR Radiosymfonieorkest Stuttgart o.l.v. Ari Rasilainen